# 范廷鈺
范廷鈺（はん ていぎょく、范廷钰、ファン・ティンユ、1996年8月6日 - ）は、中国の囲碁棋士。上海市出身、中国囲棋協会に所属、曹大元門下、九段。新人王戦で最年少優勝（13歳）および3連覇、応昌期杯世界プロ囲碁選手権戦優勝など。穏健な棋風で「少年石仏」、また范蘊若、羋昱廷とともに上海棋界の「二飯一米」とも呼ばれた。

## 経歴
4歳で囲碁を学ぶ。2004年に劉軼一に師事。2007年に北京で聶衛平道場に学び、曹大元門下となる。2008年初段。2009年、乙級リーグに山東齊魯棋院の曹大元が監督を務める齊魯晩報囲棋倶楽部チームで出場、全国国智力運動会で山東省チームで出場し、青少年個人戦で3位、二段。2010年新人王戦で優勝、リコー杯新秀戦準優勝、三段。2011年新人王戦2連覇、第2回全国智力運動会で、山東省チームで男子団体戦、男子個人戦で優勝。同年54勝20敗で勝率1位。2012年リコー杯囲棋戦ベスト8、BCカード杯世界囲碁選手権、百霊杯世界囲棋オープン戦出場。
2013年応昌期杯で、決勝で朴廷桓を3-1で破り世界戦初優勝、中国棋士の世界戦優勝最年少記録（16歳）、これにより九段昇段し最年少九段となる。2014年衢州・爛柯杯優勝。2016年農心杯戦に中国チームの先鋒として出場し、新記録となる7人抜きを達成。2018年にも7人抜き。2018年CCTV杯優勝。2023年西南棋王戦優勝。
甲級リーグでは、2010年には山東景芝酒業チームで出場し、12勝5敗の成績で新秀賞受賞。2011年には愛慕先生チーム主将として14勝6敗で、最優秀主将賞を受賞し賞金6万元を獲得した。
中国棋士ランキングでは2011年24位、2013年8位、2018年(5、9月)4位、2022年6-8月2位。

### タイトル歴
国際棋戦
- 応昌期杯世界プロ囲碁選手権戦 2013年
- 蘇州新城石湖公館王中王争覇戦 2013年

国内棋戦
- 新人王戦 2010-12年
- 全国智力運動会男子個人戦 2011年
- 衢州・爛柯杯中国囲棋冠軍戦 2014年
- 浙江平湖・当湖十局杯CCTV電視快棋戦 2018年
- 威孚房開杯棋王戦 2019年
- 阿含・桐山杯中国囲棋快棋公開戦 2019年
- 西南棋王戦 2023年

### 他の棋歴
国際棋戦
- Mlily夢百合杯世界囲碁オープン戦 ベスト4 2020年（第4回）
- 三星火災杯世界囲碁マスターズ ベスト8 2012年
- LG杯世界棋王戦 ベスト4 2018年、ベスト8 2014年
- 春蘭杯世界囲碁選手権戦 ベスト8 2021年（第13回）
- スポーツアコードワールドマインドゲームズ 2013年男子団体戦準優勝
- 招商地産杯中韓囲棋団体対抗戦
  - 2012年 1-1（○金志錫、×崔哲瀚）
  - 2013年 0-2（○崔哲瀚、×金志錫）
  - 2014年 1-1（○金志錫、×羅玄）
- 農心辛ラーメン杯世界囲碁最強戦
  - 2013年 3-1（○姚智騰、○崔基勳、○安斎伸彰、×姜東潤）
  - 2016年 7-1（○一力遼、○李東勲、○張栩、○姜東潤、○河野臨、○金志錫、○村川大介、×朴廷桓）
  - 2017年 0-1（×申旻埈）
  - 2018年 7-1（○芝野虎丸、○申旻埈、○本木克弥、○崔哲瀚、○許家元、○李世乭、○一力遼、×朴廷桓）
  - 2019年 0-1（×朴廷桓）
  - 2020年 0-1（×洪基杓）
  - 2021年 1-1（○朴廷桓、×井山裕太）
  - 2022年 3-1（○一力遼、○申旻埈、○許家元、×姜東潤）
- 国手山脈杯国際囲棋戦 団体対抗戦
  - 2015年 1-2（○李世乭、×崔哲瀚、×朴廷桓）
  - 2016年 1-1（○蕭正浩、×朴廷桓）
  - 2021年 国手山脈世界プロ最強戦 ベスト8
- 徳州囲棋世界冠軍争覇戦 2013年2位
- バッカス杯韓・中未来天元戦 2015年 1-1（×李東勲、○白賛喜）
- 阿含・桐山杯日中決戦 2019年 ×張栩
- 日中韓ペア碁名人選手権 2019年優勝（王晨星とペア）

国内棋戦
- リコー杯新秀戦 準優勝 2010年
- 威孚房開杯棋王戦 準優勝 2012年
- 阿含・桐山杯中国囲棋快棋公開戦 準優勝 2013年、2018年
- 中国紹興（嵊州）王中王囲棋争覇戦 準優勝 2019年、2022年
- 衢州・爛柯杯中国囲棋冠軍戦 準優勝 2022年
- 全国智力運動会
  - 2009年 青少年個人戦3位
  - 2011年 男子団体戦優勝（山東省）
  - 2019年 男子団体戦3位（山東省）
- 中国囲棋甲級リーグ戦
  - 2010年（山東景芝酒業）12-5（最優秀新人賞）
  - 2011年（愛慕先生）15-7（最優秀主将賞（14-6））
  - 2012年（山東景芝酒業）12-10
  - 2013年（山東景芝酒業）15-7
  - 2014年（山東景芝酒業）11-11
  - 2015年（山東景芝酒業）12-10
  - 2016年（山東景芝酒業）15-7
  - 2017年（山東景芝酒業）18-8
  - 2018年（山東景芝酒業）13-12
  - 2019年（山東濰坊高新区）6-9
  - 2020年（日照山海大象）11-4
  - 2021年（日照山海大象）9-6
  - 2022年（成都農商銀行）9-4